# Грациан (узурпатор)
Вижте пояснителната страница за други личности с името Грациан.
Грациан е узурпатор на императорската власт в римска Британия (407) по времето на Хонорий.
През 406 – 9 г. римските провинции в Галия били опустошавани от голямо варварско нашествие, което принудило правителството на западния римски император Хонорий да действа драстично и да изтегли за защита на континента повечето войски намиращи се в Британия. Това довежда до бунт сред армията и населението на острова, където за император е издигнат Марк (406 – 407). Той обаче скоро е убит от поддръжниците си и бива заменен от Грациан, представител на романо-британската градска аристокрация.
Докато в 407 г. вандали, алани и свеви опустошават Северна Галия, Грациан отказва да изпълни желанието на местните войски и да настъпи на континента. Това предизвиква недоволството на подчинените му, които го убиват след около четиримесечно управление. Романо-бритите са оглавени от Константин III.